# Катаклаз

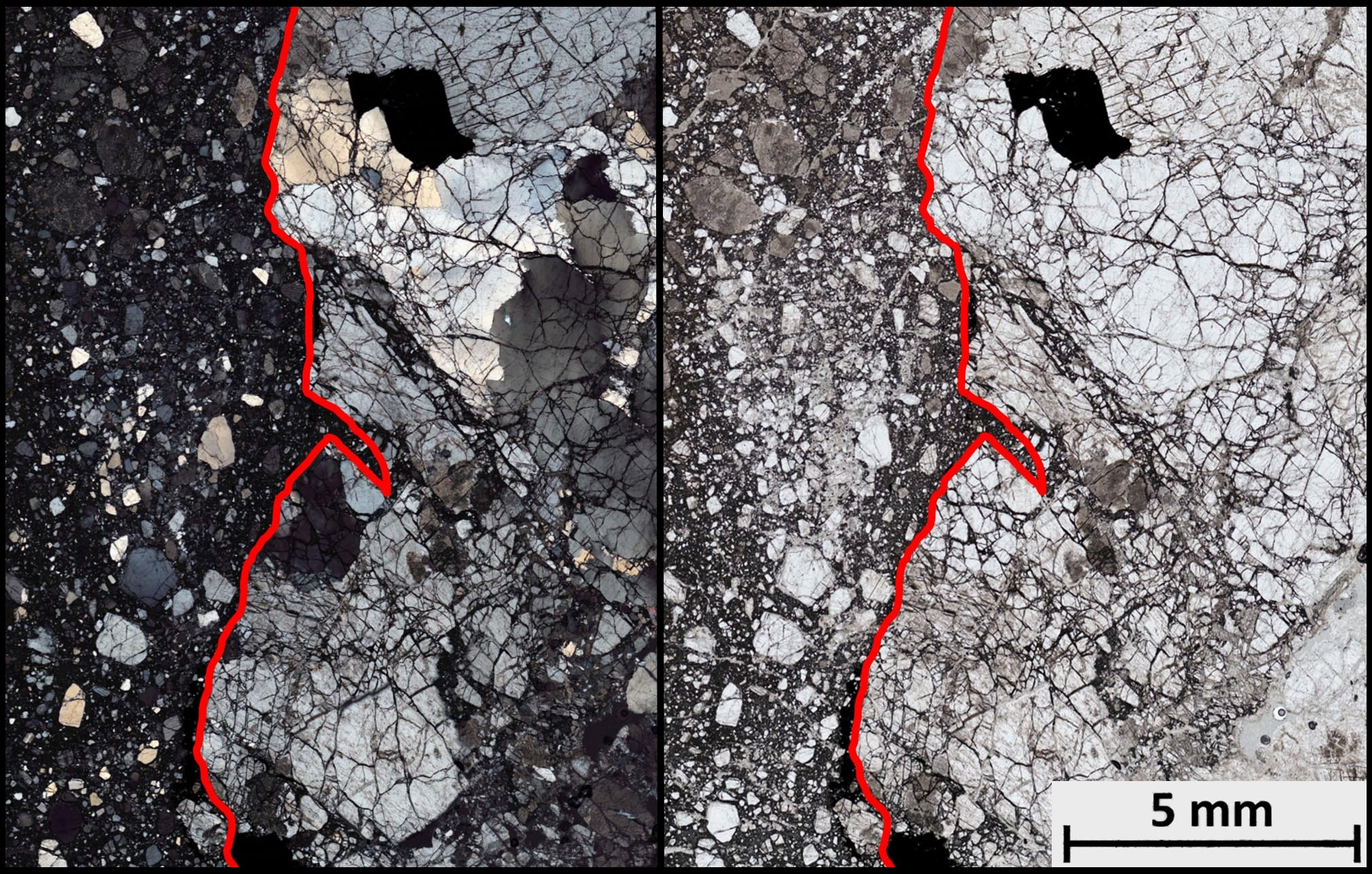
Граница катаклаза (две фотографии одного шлифа при разном освещении, слева «в скрещённых николях»). Граница между катаклазитом (слева) и не прошедшей катаклаз породой обозначена красной линией

Катакла́з (от греч. ϰαταϰλάω, «ломать, сокрушать») — деформация и раздробление минералов и горных пород под действием тектонических движений, обычно в условиях невысоких температур без химических изменений и перекристаллизации, частный вид динамометаморфизма. При катаклазе происходят повороты и относительные сдвиги фрагментов породы с уменьшением их размера и зачастую с изменением объёма породы. Обычно катаклаз происходит в зоне разрывных нарушений. Породы, образованные при катаклазе, называются, в зависимости от раздробленности, тектоническими брекчиями при нарушении связности или катаклазитами — при сохранении связности исходной породы.